# Virgilia
Genre
Virgilia est un genre de plantes à fleurs dicotylédones de la famille des Fabaceae, sous-famille des Faboideae, originaire d'Afrique du Sud, qui comprend deux espèces acceptées.
Ce sont des arbres de taille petite à moyenne, pouvant atteindre 15 à 20 mètres de haut. Ils sont parfois cultivés comme plantes d'ornement.

## Liste d'espèces
Selon The Plant List (29 septembre 2018) :
- Virgilia divaricata Adamson
- Virgilia oroboides (P.J.Bergius) T.M.Salter